# Новы-Двур (гмина)
Новы-Двур (пол. Nowy Dwór) — сельская гмина (волость) в Польше, входит как административная единица в Сокульский повет, Подляское воеводство. Население — 2966 человек (на 2004 год). Административный центр гмины — деревня Новы-Двур.

## Демография
| Перепись                       | Всего   | Всего | Женщины | Женщины | Мужчины | Мужчины |
| ------------------------------ | ------- | ----- | ------- | ------- | ------- | ------- |
| Единицы                        | человек | %     | человек | %       | человек | %       |
| Население                      | 2966    | 100   | 1492    | 50,3    | 1474    | 49,7    |
| Плотность населения (чел./км²) | 24,5    | 24,5  | 12,3    | 12,3    | 12,2    | 12,2    |

## Поселения
1. Бенёвце
2. Бенёвце-Колёня
3. Бобра-Велька
4. Бутрымовце
5. Хильмоны
6. Хоружовце
7. Хвойновщызна
8. Хворосчаны
9. Дубасьно
10. Гжебене-Колёня
11. Ягинты
12. Конюшки
13. Кудравка
14. Лесница
15. Новы-Двур
16. Плебановце
17. Понарлица
18. Рогаче-Колёня
19. Серучовце
20. Сынковце
21. Тальки

## Соседние гмины
1. Гмина Домброва-Белостоцка
2. Гмина Кузница
3. Гмина Липск
4. Гмина Сидра

## Известные уроженцы
- Фабиан, Оскар (1846—1899) — польский математик и физик